# Thuli Parks and Wildlife Land
Das Thuli Parks and Wildlife Land ist ein Schutzgebiet in der Provinz Matabeleland South in Simbabwe. Es steht unter der Verwaltung der Zimbabwe Parks and Wildlife Management Authority (Zimparks).
Neben dem Park bilden drei botanische Schutzgebiete das Parks and Wildlife Land:
- Pioneer Botanical Reserve, Fläche 0,38 km²
- South Camp Botanical Reserve, Fläche 0,26 km²
- Tolo River Botanical Reserve, Fläche 0,44 km²

In diesem Kalaharigebiet stoßen das Thuli-Reservat, das Shase-Reservat (Botswana) und der Mapungubwe-Nationalpark (Südafrika) aufeinander. Die Siedlung Thuli, ein ehemaliges Fort und Polizeistation, bildet das Eintrittstor zum Reservat. 
Koordinaten: 21° 55′ S, 29° 10′ O